# SOKO Leipzig/Staffel 6
Die sechste Staffel der deutschen Krimiserie SOKO Leipzig feierte ihre Premiere am 16. September 2005 auf dem Sender ZDF. Das Finale wurde am 19. Mai 2006 gesendet.
Die Episoden der Staffel wurden auf dem freitäglichen 21:15-Uhr-Sendeplatz erstausgestrahlt.
Erneut wurde, wie auch schon in der vorangegangenen Staffel, mit Liebe und Tod in Moskau eine Episode in Spielfilmlänge (90 Minuten, anstatt der üblichen 45 Minuten Länge einer Episode) produziert. Weiterhin ermittelt das Team der SOKO in der Episode Liebe und Tod in Moskau auch erstmals außerhalb von Deutschland. Schauplatz dieser Episode ist neben Leipzig auch die russische Hauptstadt Moskau.

## Darsteller
| Rollenname                                      | Schauspieler             |
| ----------------------------------------------- | ------------------------ |
| Kriminalhauptkommissar Hans-Joachim Trautzschke | Andreas Schmidt-Schaller |
| Kriminaloberkommissar Jan Maybach               | Marco Girnth             |
| Kriminaloberkommissarin Ina Zimmermann          | Melanie Marschke         |
| Kriminalkommissar Miguel Alvarez                | Gabriel Merz             |
| Polizeimeisterin Meike Schwarz                  | Anne Arzenbacher         |
| Rechtsmedizinerin Dr. Kathrin Conradi           | Margrit Sartorius        |

## Episoden
| Nr. (ges.) | Nr. (St.) | Originaltitel                     | Erstausstrahlung D | Regie               | Drehbuch                                      | Prod. code |
| --- | --------- | --------------------------------- | ------------------ | ------------------- | --------------------------------------------- | ---------- |
| 72 | 1         | Nervenkitzel                      | 16. Sep. 2005      | Dagmar von Chappuis | Heike Rübbert                                 | 36         |
| Tom Orth stürzt an einem Leipziger Tagebausee aus großer Höhe ins Wasser und ertrinkt. In seinem Blut werden Drogen gefunden. In Verdacht geraten die Freunde Lea Auer, sowie Nic und Sven Wernicke. Kriminaloberkommissar Maybach ermittelt undercover als Beachvolleyballer und ermittelt, dass Nic mit Liquid Ecstasy dealt. Die SOKO kommt auf die Spur von Ermittlung des Landeskriminalamtes Sachsen gegen den international gesuchten, polnischen Drogenschieber Smuda. Doch der geplante Zugriff gerät außer Kontrolle und Jan Maybach in Lebensgefahr. Gastdarsteller: Anja Knauer als Lea Auer, Volker Büdts als Nic Wernicke, Andreas Arnstedt als Sven Wernicke |           |                                   |                    |                     |                                               |            |
| 73 | 2         | Die Aufsteiger                    | 23. Sep. 2005      | Patrick Winczewski  | Matthias Weidemann                            | 44         |
| Nach einem Kopfballduell im Fußballtraining zwischen Tomasz und Mike bricht Letzterer tot zusammen. Der Notarzt ruft die Polizei und Kriminalhauptkommissar Trautzschke ordnet eine Obduktion an. Es kommt eine Vergiftung ans Licht, als sich auch noch herausstellt, dass Spielerscout Harry Wessels anwesend war und kurzerhand geflohen ist, gerät Tomasz unter Verdacht, da er und Mike im Rennen um einen Vertrag waren. Doch auch der Vereinschef Schmedtmann scheint verdächtig, da es bei einem Wechsel um viel Geld gegangen wäre. Gastdarsteller: Kostja Ullmann als Tomasz Wagler, Christoph Quest als Dr. Herbert Wagler, Luis Lamprecht als Karl Schmedtmann, Frank Jacobsen als Harry Wessels |           |                                   |                    |                     |                                               |            |
| 74 | 3         | Liebe und Tod in Moskau (90 min.) | 30. Sep. 2005      | Michel Bielawa      | Roland Heep, Frank Koopmann, Jürgen Starbatty | 79/80      |
| Als auf die Tochter von Kriminalhauptkommissar Trautzschke, Leni, ein Mordanschlag während ihrer Recherchearbeit in Moskau verübt wird, reist er nach Russland. Am Flughafen angekommen, trifft er eine alte Bekannte, Major Nina Aleschko, und beginnt mit ihr die Ermittlungen. Als Leni dann entführt wird, reisen die SOKO-Ermittler nach und ein Rennen um Leben und Tod beginnt. Gastdarsteller: Tatjana Blacher als Nina Aleschko, Ivan Shvedoff als Taxifahrer Usch, Hannes Hellmann als Nikolaj Dubinin, Günter Naumann als Hermann Deiritz, Vera Baranyai als Roxanna Dubinin, Karin Ugowski als Hanne Deiritz |           |                                   |                    |                     |                                               |            |
| 75 | 4         | Schatzsuche                       | 7. Okt. 2005       | Patrick Winczewski  | Heike Rübbert                                 | 77         |
| In einem Vergnügungspark werden die Geschwister Anna und Max Gröner von einem als Pirat verkleideten Mann entführt. Der Verdacht fällt schnell auf den in Scheidung von der Mutter der Kinder lebenden Vater, doch auch die Mutter Cathleen Gröner scheint etwas zu verheimlichen. Die Ermittler suchen fieberhaft nach den Kindern und stoßen auf ein lang gehütetes Familiengeheimnis. Gastdarsteller: Karin Giegerich als Cathleen Gröner, Tim Wilde als Georg Brennecke, Patrick von Blume als Frank Holzer, Christian Koerner als Carsten Ambusch, Soraya Richter als Anna Gröner, Ludwig Zimmeck als Max Gröner |           |                                   |                    |                     |                                               |            |
| 76 | 5         | Musikalisches Opfer               | 14. Okt. 2005      | Patrick Winczewski  | Sebastian Andrae                              | 78         |
| Während einer Aufnahmeprüfung im Leipziger Gewandhaus wird die Geigerin Judith Derneburg erschlagen. Der Verdacht fällt auf die Konkurrenten der Toten, doch auch Lehrer von Judith, Primgeiger Günther Friedemann, verhält sich merkwürdig. Er scheint ein Verhältnis zu seiner Schülerin gehabt zu haben, und damit hätte auch seine Ehefrau, die Bratschistin Cosima Friedemann, ein Motiv gehabt. Die Ermittler tappen im Dunkeln, bis die verschwundene Geige der Toten wieder auftaucht und direkt zum Täter führt. Gastdarsteller: Christopher Buchholz als Paul Castell, Robert Giggenbach als Günther Friedemann, Julia Heinemann als Cosima Friedemann, Cheyenne Rushing als Judith Derneburg, Katrin Kühnel als Suska Aghova, Yvonne Johna als Melanie Roth |           |                                   |                    |                     |                                               |            |
| 77 | 6         | Rufmord                           | 21. Okt. 2005      | Patrick Winczewski  | Rainer Butt                                   | 75         |
| Kriminaloberkommissar Jan Maybach wird von der Journalistin Martina Kessler, verfolgt. Sie will Informationen zu einem aktuellen Fall, doch der Ermittler bleibt hart. Als die Reporterin am nächsten Tag ermordet aufgefunden wird, gerät der Kriminaloberkommissar in Verdacht, denn er hatte noch am Abend mit ihr sprechen wollen, doch da war die Chefreporterin einer Leipziger Zeitung schon tot. Eine regelrechte Hetzjagd der Medien auf den Ermittler der Leipziger SOKO beginnt und seine Kollegen müssen schnell den Täter finden. Als sich allerdings herausstellt, dass der einzige Verdächtige ein Alibi hat, rückt der Kommissar wieder ins Visier der Ermittlungen. Gastdarsteller: Norbert Ghafouri als Holger Ponik, Oliver Brandl als Bernd Küppers, Gerhard Haase-Hindenburg als Stefan Henscheid, Judith von Radetzky als Gabriele Kremer, Lara Beckmann als Nadine                               |           |                                   |                    |                     |                                               |            |
| 78 | 7         | Der menschliche Faktor            | 28. Okt. 2005      | Patrick Winczewski  | Nikos Ligouris, Claus Wilbrandt               | 76         |
| Der Juniorchef einer Baufirma, Henning Lindner, wird in seinem Büro ermordet. Es sieht aus wie ein Raubmord, doch die Spur der Polin Dorota Gombrowitz, die auf Kosten des Toten in einer billigen Pension lebte, zeigt in eine andere Richtung. Die Mutter des Toten hatte zur Tatzeit einen Unbekannten, Janek Cybulski, einen Landsmann von Dorota Gombrowitz, auf dem Firmengelände beobachtet. Der Fall nimmt allerdings eine dramatische Wendung, als die Ermittler den wahren Grund von Dorota Leipzig-Aufenthalt erfahren. Gastdarsteller: Petra Kelling als Barbara Lindner, Bernd Tauber als Manfred Lindner, Janine Kreß als Sandra Lindner, Malina Ebert als Dorota Gombrowitz, Christian Senger als Henning Lindner, Heribert Czerniak als Janek Cybulski |           |                                   |                    |                     |                                               |            |
| 79 | 8         | Vier Zeugen und ein Todesfall     | 4. Nov. 2005       | Michel Bielawa      | Roland Heep, Frank Koopmann                   | 84         |
| Als der Kneipenwirt Rainer Oschmann hinter seinem Tresen erschossen wird, scheint es ein leichter Fall für die SOKO, mit der zurückgekehrter Kriminaloberkommissarin Ina Zimmermann, zu sein. Alles deutet auf einen Raubmord hin, und als der Verdächtige Klaus Mohn zusammen mit der Tatwaffe angetroffen wird, glauben die Ermittler, den Täter gefunden zu haben. Ein Irrtum, wie sich später herausstellen soll: Je tiefer die Ermittler graben, desto verworrener wird der Fall. Am Ende gibt es vier Zeugen mit vollkommen unterschiedlichen Aussagen. Gastdarsteller: Michael Kind als Rainer Oschmann, Theresa Scholze als Susanne Kilger, Astrid Meyerfeldt als Michaela Oschmann, Steffen Schortie-Scheumann als Klaus Mohn, Stefan Rudolf als Jürgen Lennartz, Henriette Zimmeck als Jasmin Oschmann |           |                                   |                    |                     |                                               |            |
| 80 | 9         | Eine glückliche Familie           | 11. Nov. 2005      | Michel Bielawa      | Axel Hildebrand                               | 82         |
| Die beiden Schwestern Nathalie Hertz und Doreen Forster werden im Schwimmbad mit Ketamin vergiftet. Sie hatten aus derselben Trinkflasche getrunken, doch während Nathalie überlebt, stirbt ihre Schwester. Ein Verdächtiger ist schnell gefunden: Der Tierarzt Dr. Gero Wernicke hatte eine Affäre mit Doreen und Zugang zu Ketamin, aber auch Doreens Ehemann Stefan könnte aus Eifersucht gehandelt haben. Als dann noch der Sohn der Toten, Dennis Forster, mit Ketamin angetroffen wird steht die SOKO vor einem Rätsel. Denn als der Junge gesteht, Ketamin in eine Trinkflasche gefüllt zu haben, scheint der Fall eine neue Wendung zu nehmen. Gastdarsteller: Birgit Schade als Nathalie Herz, Marcus Mittermaier als Stefan Forster, Frederick Lau als Dennis Forster, Vincent Gröhe als Justin Forster, Tilo Keiner als Dr. Gero Wernicke, Jana Hora als Doreen Forster                                      |           |                                   |                    |                     |                                               |            |
| 81 | 10        | Der Japaner                       | 18. Nov. 2005      | Michel Bielawa      | Eva Zahn, Volker A. Zahn                      | 83         |
| Der Japaner Hajime Ohara wird ermordet aufgefunden, die Spur führt die Kommissare in eine Sushi-Bar. Es stellt sich heraus, dass das Opfer und die Chefin verlobt waren. So gerät der neue Freund der Bar-Chefin Rainer Godowski unter Verdacht. Derweil hat Kriminalkommissar Alvarez Besuch von seiner exaltierten Mutter Désirée, die ihn als Kind zu seinen Großeltern abgeschoben hatte. Als sie sich dann auch noch in die Ermittlungen der SOKO einmischt und in Lebensgefahr gerät, ist der Polizist sichtlich angespannt. Gastdarsteller: Beatrice Richter als Désirée Mönke, Ludwig Blochberger als Bernd Michels, Astrid Posner als Marie Streibitz, Igor Jeftić als Rainer Godowski, Harvey Friedman als Norman Webster, Tōru Tanabe als Hajime Ohara |           |                                   |                    |                     |                                               |            |
| 82 | 11        | Die weiße Frau                    | 2. Dez. 2005       | Michel Bielawa      | Hen Hermanns                                  | 85         |
| Eine in weiße Gewänder gehüllte Frau erscheint wiederholt an einem Unfallort. Diesmal ist der Arzt Dr. Kai Westermann gegen den Baum, der schon mehrere Leben forderte, auf der Landstraße geprallt. Die SOKO, in Person von Kriminalhauptkommissar Trautzschke, der von dem befreundeten Polizisten Karl Schanzer, alarmiert worden. Als im Blut des Toten Giftspuren gefunden werden, sind sich die Ermittler sicher, dass ein Mordfall vorliegt. Der Verdacht fällt auch Marie Zenz, die im Dorf als Kräuterhexe beschimpft wurde, doch dann taucht die weiße Frau erneut auf. Kriminalhauptkommissar Trautzschke will den Spuk endgültig beenden. Gastdarsteller: Daniela Hoffmann als Frau Holsten, Lina Weniger als Lea Schroth, Veronika Norwag-Jones als Marie Zenz, Kristian Kiehling als Tim Holsten, Hilmar Eichhorn als Karl Schanzer, Michael Silbereisen als Dr. Kai Westermann, Robert Baier als Notarzt |           |                                   |                    |                     |                                               |            |
| 83 | 12        | Die Moorleiche                    | 9. Dez. 2005       | Michel Bielawa      | Dinah Marte Golch, Michael B. Müller          | 81         |
| Der Schönheitschirurg Dr. Köster wird mit einem Stromschlag in seiner Klinik ermordet. Unter Verdacht gerät seine Ehefrau Petra, doch sie hat ein Alibi, ebenso wie Taxiunternehmerin Vera Rettenbach. Sie wurde von dem Arzt operiert, doch bei der OP ging einiges schief und sie ist seitdem entstellt. Als Petra Köster erschossen wird, nimmt der Fall eine Wendung und der Verdacht fällt auf den Taxifahrer Tilo Bohrer, der als Auftragsmörder agiert haben könnte. Gastdarsteller: Anouschka Renzi als Petra Köster, Peter Bond als Dr. Köster, Doris Plenert als Vera Rettenbach, Henning Peker als Tilo Bohrer, Christina Große als Jessica Bohrer, Simone Cohn-Vossen als Sekretärin |           |                                   |                    |                     |                                               |            |
| 84 | 13        | Liebe macht blind                 | 9. Dez. 2005       | Michel Bielawa      | Hen Hermanns                                  | 93         |
| Als die alleinstehende Karina Jaspers erstickt wird, gerät Vermögensberater Ralph Kessler in Verdacht, doch seine Frau gibt ihm ein Alibi. Für die SOKO beginnt ein Kampf um die Wahrheit. Gastdarsteller: Gedeon Burkhard Ralph Kessler, Silvia Seidel als Susanne Kessler, Mila Bruk als Karina Jaspers, Leonie Brandis als Beate Brien, Andreas Borcherding als Anwalt |           |                                   |                    |                     |                                               |            |
| 85 | 14        | Totengräber                       | 16. Dez. 2005      | Sebastian Vigg      | Heike Rübbert                                 | 87         |
| Auf dem Leipziger Südfriedhof wird ein Totengräber neben einem geschändeten Grab gefunden. Die Ermittler sind ratlos, denn es wurden mehrere Gräber mit gleicher Endnummer durchwühlt. Auch scheinen im Umfeld des Toten merkwürdige Dinge vorzugehen, auf die die Ermittler eine Antwort finden müssen. Als dann auch noch ein Fremder, Mark Lux, auf der Trauerfeier des Toten auftaucht, beschließt das Team, sich auf dem Friedhof einmal näher umzusehen, denn auch der Friedhofschef scheint etwas verbergen zu wollen. Gastdarsteller: Horst Sachtleben als Konrad Knauer, Cordula Trantow als Anne Knauer, Stefan Gebelhoff als Mark Lux, Thomas Kügel als Herr Schmidt |           |                                   |                    |                     |                                               |            |
| 86 | 15        | Ehrliche Leute                    | 31. März 2006      | Sebastian Vigg      | Axel Hildebrand                               | 89         |
| Der Bauunternehmer Gerhardt Hofmann stürzt auf einer seiner Baustellen in den Tod. Die Ermittler finden keine Kampfspuren, glauben aber auch nicht an einen Mord. Bei der Ermittlungen stellt sich heraus, dass Hofmann Schulden bei Holger Franke hatte, der es seinerseits nun mit dubiosen Finanzberatern zu tun hat. Um einen Beweis gegen das Finanzberatungsbüro Köhler und seinen Chef Klaus Köhler . Doch als es auch Kriminaloberkommissar Maybach während eines Undercover-Einsatzes nicht gelingt, Beweise gegen diesen zu finden, ahnen die Ermittler, dass dies kein leichter Fall wird. Gastdarsteller: Sven Martinek als Holger Franke, Susanne Michel als Janine Franke, Christian Tasche als Klaus Köhler |           |                                   |                    |                     |                                               |            |
| 87 | 16        | Auf eigene Rechnung               | 7. Apr. 2006       | Sebastian Vigg      | Rainer Butt                                   | 90         |
| Der Polizisten Tanja Schubert wird vor ihrer Haustür das Genick gebrochen. Sie überlebt, wird jedoch vom Hals abwärts gelähmt bleiben und kann nicht mehr sprechen. Ihr Streifenpartner lenkt den Verdacht auf Tanjas Ex-Freund Patrick Hendel, der sie nach der Trennung mit Briefen und Anrufen terrorisiert hatte. Doch den Ermittlern der SOKO kommt die Beharrlichkeit der Aussage merkwürdig vor und sie beginnen mit Ermittlungen in den eigenen Reihen. Es stellt sich heraus, dass Tanja Schubert wohl gegen ihre Kollegen ermittelt hat, und auch die Revierleiterin Enn Waller scheint etwas verbergen zu wollen. Gastdarsteller: Marie Rönnebeck als Tanja Schubert, Julia Weigend als Gregor Matz, Adolphe Münstermann als Patrick Hendel, Petra Zieser als Enn Waller |           |                                   |                    |                     |                                               |            |
| 88 | 17        | Anonym                            | 21. Apr. 2006      | Michel Bielawa      | Hen Hermanns                                  | 86         |
| Jürgen Sander wurde nach dem Geburtstag seiner Tochter ermordet. Er war anonymer Alkoholiker. Somit führen die Ermittlungen zur Gruppe von Robert Conzen, doch der weigert sich die Daten der Teilnehmer herauszugeben. Darum wird Kriminalhauptkommissar Trautzschke undercover in die Gruppe anonymer Alkoholiker eingeschleust und versucht an Erkenntnisse zu kommen, doch der Fall wird schwerer als gedacht. |           |                                   |                    |                     |                                               |            |
| 89 | 18        | Das Mädchen auf dem Schwebebalken | 28. Apr. 2006      | Sebastian Vigg      | Nikos Ligouris, Claus Wilbrandt               | 88         |
| Als Kunstturntrainer Leo Beckmann ermordet wird, stellt sich heraus, dass sein Mundwasser vergiftet wurde. Die Ermittlungen führen in Richtung der 13-jährigen Jenny Clausen. Die talentierte Sportlerin und ihr Trainer Holger Behrens wollen das Opfer Beckmann angeblich nicht gekannt haben, doch mit der Aussage scheint etwas nicht zu stimmen. Die Kommissare tappen im Dunkeln, doch dann verschwindet Jenny und die Ermittlungen nehmen an Fahrt auf. |           |                                   |                    |                     |                                               |            |
| 90 | 19        | Hundeleben                        | 5. Mai 2006        | Sebastian Vigg      | Roland Heep, Frank Koopmann                   | 91         |
| Der Automechaniker Walter Rogowski wird in seiner Werkstatt von einem Kampfhund zerfleischt. Er züchtet diesen und weitere in seiner Freizeit, doch sieht der Fall zunächst nach einem tragischen Unfall aus. So kommen den Ermittlern stärker werdende Zweifel, da der Laptop des Opfers fehlt und die Kampfhündin scheinbar gezielt abgerichtet wurde. Radikale Tierschützer um Florian Schneider und seine Freundin Viola Ott sind verdächtig, doch als die Ermittler auf eine Serie von illegalen Hundekämpfen stoßen, nimmt der Fall eine unerwartete Wendung und Kriminalkommissar Alvarez muss undercover in der Szene ermitteln. |           |                                   |                    |                     |                                               |            |
| 91 | 20        | Ausbruch                          | 12. Mai 2006       | Michel Bielawa      | Markus Stromiedel                             | 96         |
| Als der Restaurantbesitzer Victor Achenbach niedergeschlagen wird, ist die Täterin schnell identifiziert: Lea Greif. Doch für die Ermittler stellt sich ein Rätsel, denn die Frau sitzt in der JVA Leipzig ein. Es wird ein Schlupfloch vermutet und Kriminaloberkommissarin Ina Zimmermann wird in das Gefängnis eingeschleust und stößt auf eine Sumpf von Korruption und illegalen Machenschaften. Als dann die verurteilte Mörderin Jenny Kunst in die Leipziger Justizvollzugsanstalt verlegt wird, müssen die Ermittler schnell handeln, denn Jenny Kunst und Ina Zimmermann kennen sich von einem früheren Fall und die Ermittlerin könnte in Lebensgefahr geraten. |           |                                   |                    |                     |                                               |            |
| 92 | 21        | Vollgas                           | 19. Mai 2006       | Michel Bielawa      | Tilman Morawetz                               | 92         |
| Die Bremsleitungen des Autos von Gymnasiast Till Bachmann wurden angeschnitten und der stirbt bei einem Unfall. In Verdacht gerät Fiete Metulski, Anführer einer Clique von jungen Automechanikern, und Teilnehmer von illegalen Autorennen. Doch dann stellt sich heraus, dass sich Till das Auto nur von seinem Lehrer Till Schneider, dem Freund der ehemaligen SOKO-Ermittlerin Polizeimeisterin Meike Schwarz, geliehen hatte. Diese macht sich nun große Sorgen und ermittelt auf eine Faust neben den offiziellen Ermittlungen. Der Fall nimmt eine überraschende Wendung, als ausgerechnet die Polizeimeisterin hinter das Geheimnis ihres Freundes kommt. |           |                                   |                    |                     |                                               |            |